# Haemaphysalis susphilippensis
Haemaphysalis susphilippensis este o specie de căpușe din genul Haemaphysalis, familia Ixodidae, descrisă de Hoogstraal, Kohls și Parrish în anul 1968. Conform Catalogue of Life specia Haemaphysalis susphilippensis nu are subspecii cunoscute.